# Wybory prezydenckie w Portugalii w 2001 roku

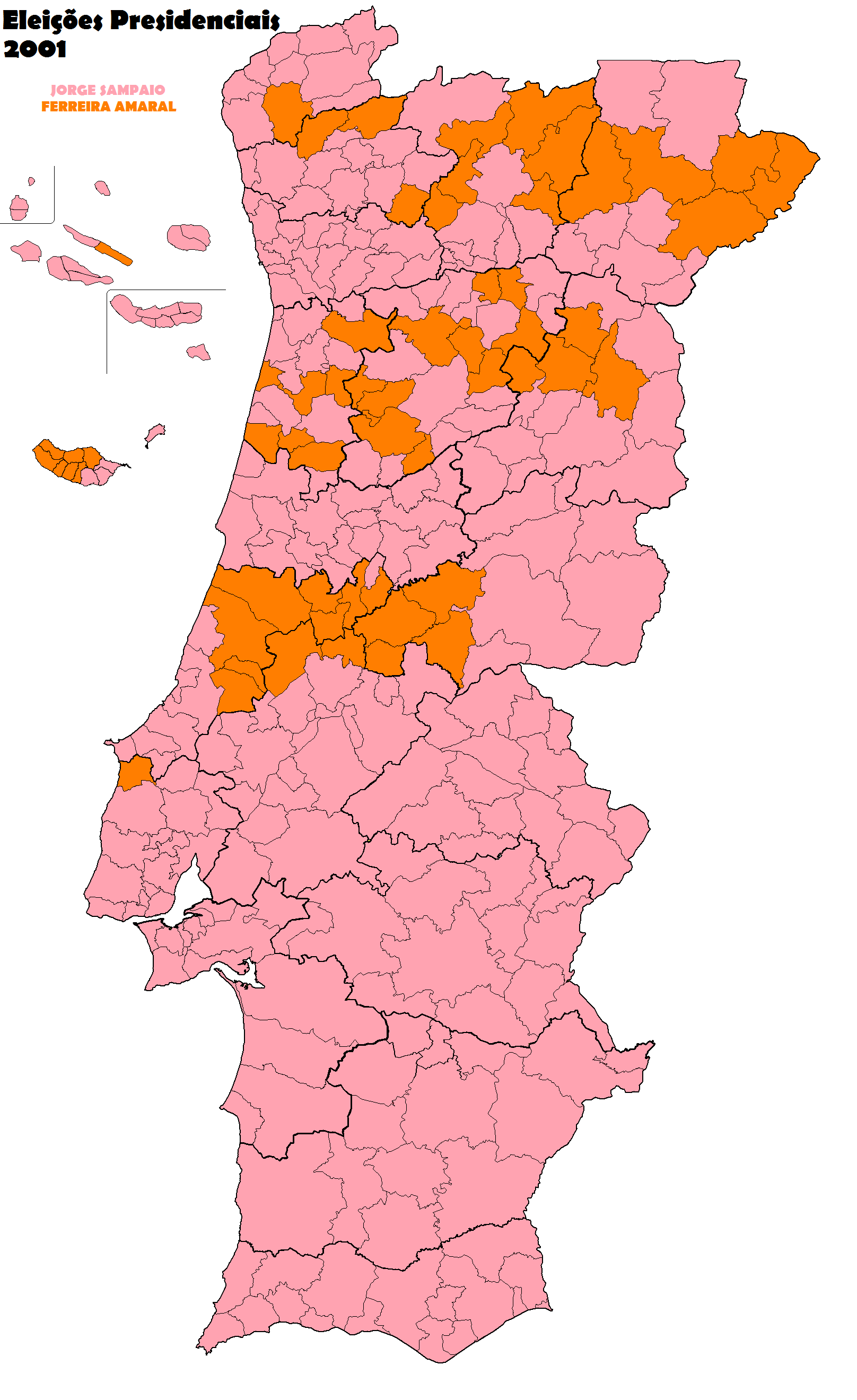
Zwycięzcy w poszczególnych gminach: różowy – Jorge Sampaio, pomarańczowy – Joaquim Ferreira do Amaral

Wybory prezydenckie w Portugalii w 2001 roku odbyły się w niedzielę 14 stycznia 2001. W głosowaniu zwyciężył urzędujący prezydent Portugalii Jorge Sampaio, który otrzymał ponad 55% głosów w pierwszej turze, zapewniając sobie reelekcję na kolejną pięcioletnią kadencję. Frekwencja wyborcza wyniosła 49,71%.
Jorge Sampaio otrzymał poparcie ze strony Partii Socjalistycznej. Kandydatem Partii Socjaldemokratycznej został były minister Joaquim Ferreira do Amaral, wsparty też przez Partię Ludową. W wyborach wystartowali również lizboński samorządowiec António Abreu z Portugalskiej Partii Komunistycznej, historyk Fernando Rosas z Bloku Lewicy i sekretarz generalny PCTP/MRPP António Garcia Pereira.

## Wyniki wyborów
| Kandydat                   | Głosy     | %     |
| -------------------------- | --------- | ----- |
| Jorge Sampaio              | 2 401 015 | 55,55 |
| Joaquim Ferreira do Amaral | 1 498 948 | 34,68 |
| António Abreu              | 223 196   | 5,16  |
| Fernando Rosas             | 129 840   | 3,00  |
| António Garcia Pereira     | 68 900    | 1,59  |
| Głosy puste                | 82 391    | 1,85  |
| Głosy nieważne             | 45 510    | 1,02  |
| Razem                      | 4 449 800 | 100   |